# Cibirhiza dhofarensis
Cibirhiza dhofarensis är en oleanderväxtart som beskrevs av P. Bruyns. Cibirhiza dhofarensis ingår i släktet Cibirhiza och familjen oleanderväxter. Inga underarter finns listade i Catalogue of Life.